# Бирюлін Гаврило Михайлович
Гавриїл (Гаврило) Михайлович Бирюлін (13 березня 1911 — 18 лютого 1979) — радянський учений-океанолог, штурман далекого плавання, кандидат географічних наук, письменник.

## Біографія
Дитинство провів у Владивостоці, бувши безпритульним. Працював вантажником у порту Ніколаєвська-на-Амурі, потім ходив у гідрологічну експедицію. Перед початком німецько-радянської війни закінчив Московський гідрометеорологічний інститут, діставши призначення, повернувся до Владивостока.
У 1948 році вступив до Тихоокеанського науково-дослідного інституту рибного господарства та океанографії (ТНДРГ), згодом працював завідувачем лабораторії промислової океанографії цього інституту. Займався вивченням далекосхідних морів (особливо Японського). Захистив кандидатську дисертацію з океанографії протоки Лаперуза. Працював у Далекосхідному науково-дослідному гідрометеорологічному інституті (ДСНДГМІ).
Похований на Лісовому кладовищі Владивостока, там же в 2014 році похований його пасинок професор Л. П. Якунін.

## Творчість
Автор багатьох робіт з океанології.
Літературна творчість також стосується морської тематики.
Перша книжка — збірка оповідань «У штормовий вечір» ((рос. «В штормовой вечер»), 1955).
Автор науково-фантастичного роману «Море і зорі» ((рос. «Море и звезды»), 1962; у виправленому вигляді — 1968).

## Публікації

### Книги
- Бирюлин Г. М. В штормовой вечер. — Владивосток : Приморское книжное издательство, 1955. — 88 с.
- Бирюлин Г. М., Фукс В. Р. Океанография в морском промысле. — Владивосток : Приморское книжное издательство, 1958. — 68 с.
- Бирюлин Г. М. Море и звезды. — Владивосток : Приморское книжное издательство, 1962. — 212 с. — 30000 прим.
- Бирюлин Г. М. Жизнь среди волн. — Владивосток : Дальневосточное книжное издательство, 1965. — 177 с.
- Бирюлин Г. М. Море и звезды. — Владивосток : Дальневосточное книжное издательство, 1968. — 180 с. — 50000 прим.
- Бирюлин Г. М. Беседы о море. — Владивосток : Дальневосточное книжное издательство, 1968. — 86 с.
- Бирюлин Г. М. Жизнь среди волн. — Владивосток : Дальневосточное книжное издательство, 1975. — 177 с.

### Статті
- Бирюлин Г. М., Сомов М. М. Влияние дрейфа на ледовитость моря Лаптевых. // Проблемы Арктики. 1940. — Т. 7—8. — С. 5—12
- Бирюлин Г. М., Фукс В. Р. Внутренние волны Японского моря. // Гидрол. справ. Японского моря, 1955
- Бирюлин Г. М. Внутренние волны как фактор распределения организмов в пелагиали // Известия Тихоокеанского научно-исследовательского института рыбного хозяйства и океанографии. — Владивосток, 1955. — Т. 43. — С. 208—210
- Бирюлин Г. М., Винокурова Т. Т. Об исследовании течений в открытом море. // Известия Тихоокеанского научно-исследовательского института рыбного хозяйства и океанографии. — Владивосток, 1957. — Т. 44. — С. 261—265
- Бирюлин Г. М., Бирюлина М. Г., Микулич Л. В., Якунин Л. П. Летние модификации вод залива Петра Великого // Тр. ДВНИГМИ. — 1970. — Вып. 30. — С. 286—299